# Cerodontha crassiseta
Cerodontha crassiseta är en tvåvingeart som först beskrevs av Gabriel Strobl 1900.  Cerodontha crassiseta ingår i släktet Cerodontha och familjen minerarflugor. Inga underarter finns listade i Catalogue of Life.